# Словачка евангелистичка црква у Шиду
Словачка евангелистичка црква је лутеранска црква која се налази у Шиду, а саграђена је 1910. године. Током година, то је била главна црква за лутеранске хришћане, док су друге цркве у граду биле или православне, римокатоличке или гркокатоличке.

## Опште информације
Црква и њена парохија су одиграле истакнуту улогу у време досељавања Словака у град средином 19. века, која им је помогла у одржавању духовног и националног идентитета. 
Пре оснивања локалне словачке парохије 1897. године, месна заједница је била део оближње парохије Бингула. Касније је шидска црква била главна црква за још 24 придружене заједнице на подручју Срема, Семберије и Славије укључујући Босут, Јамену, Комлетинце, Бијељину, Вашицу, Сот и Вишњићево.
Није познато када и од кога је тачно откупљена парцела за новоградњу, а неки подаци указују да је припадала локалној јеврејској заједници. Зграда црква је грађена током 1909. и 1910. године,а освећена је у августу 1910.